# Laiwu (Jinan)
Der Stadtbezirk Laiwu (chinesisch 莱芜区, Pinyin Láiwú Qū) ist ein Stadtbezirk im Zentrum der ostchinesischen Provinz Shandong. Er gehört zum Verwaltungsgebiet der bezirksfreien Stadt Jinan. Laiwu hat eine Fläche von 1.910 Quadratkilometern und zählt ca. eine Million Einwohner (2003). Bis 2019 hieß der Stadtbezirk Laicheng (莱城区) und war Teil der bezirksfreien Stadt Laiwu.

## Administrative Gliederung
Auf Gemeindeebene setzt sich der Stadtbezirk aus vier Straßenvierteln, zehn Großgemeinden und einer Gemeinde zusammen. 